# Zamachy na Adolfa Hitlera

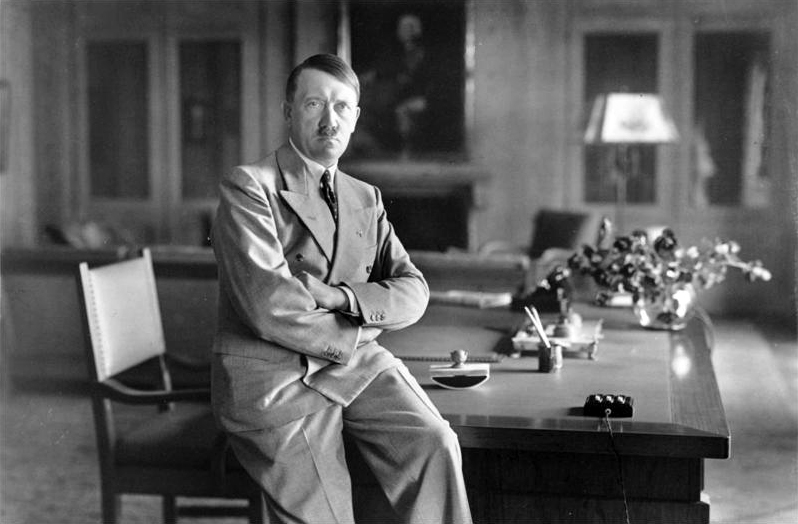
Adolf Hitler w Berghofie, 1936

Zamachy na Adolfa Hitlera – szereg nieudanych prób zabójstwa lidera Narodowosocjalistycznej Niemieckiej Partii Robotników (NSDAP) i wodza III Rzeszy Adolfa Hitlera, podejmowanych w okresie przed rozpoczęciem oraz w trakcie jego rządów przez zorganizowane grupy i samotnych przeciwników, najczęściej nazizmu.
Od początku walki o władzę do końca III Rzeszy zostały zawiązane co najmniej czterdzieści dwa spiski na życie Hitlera. Rosjanie przygotowali co najmniej trzy zamachy na Hitlera. Niemiecka policja odnotowała kilkaset pomniejszych zamachów. Hitler dużo się przemieszczał, starał się być zawsze blisko frontu. W dziejach świata niewielu przywódców stało się celem tak wielu ataków. Około dwudziestu zamachów na Hitlera można uznać za istotne.

## Ochrona
W maju 1923, gdy Hermann Göring przejął dowództwo SA, dotychczasową ochronę Hitlera zastąpiono Wartą Sztabową (Stabswache), przemianowaną wkrótce na Stoßtrupp Adolf Hitler. Rdzeń ochrony stanowił Batalion Ochronny (SS-Begleitkommando), utworzony oficjalnie 29 lutego 1932. Zewnętrzny krąg tworzyło SS. 17 marca 1933 kanclerz Hitler powołał swoją straż „pałacową” SS Leibstandarte, później wzmocnioną przez Reichssicherheitsdienst (RSD). Hitler już jako kanclerz miał prawo do ochrony policyjnej, jednak ufał tylko elitarnym oddziałom SS. Nie ufał policji od czasów działania w opozycji. W sierpniu 1939 powołano Führer-Begleit-Bataillon; dowodził nim Erwin Rommel. Na przełomie 1939 i 1940 Rommel został dowódcą 7 Dywizji Pancernej.
Hitler potrafił prowadzić samochód, jednak wcześnie zaczął wysługiwać się szoferem, ponieważ chciał uchodzić za ważną osobę. Kierowcy pełnili podwójną rolę – kierowcy i ochroniarza. Od 1926 kierowcą Hitlera był Julius Schreck. Do kwietnia 1942 najbliższym ochroniarzem Hitlera był Bruno Gesche. Od 1936 (po śmierci Schrecka) do upadku III Rzeszy zaufanym osobistym kierowcą Hitlera był Erich Kempka. Głównym pilotem Hitlera był przez trzynaście lat Hans Baur. Prywatnym sekretarzem Hitlera był Martin Bormann, który kontrolował, kto miał mieć dostęp do Hitlera. Od 1936 do kwietnia 1945 osobistym lekarzem Hitlera był Theo Morell.

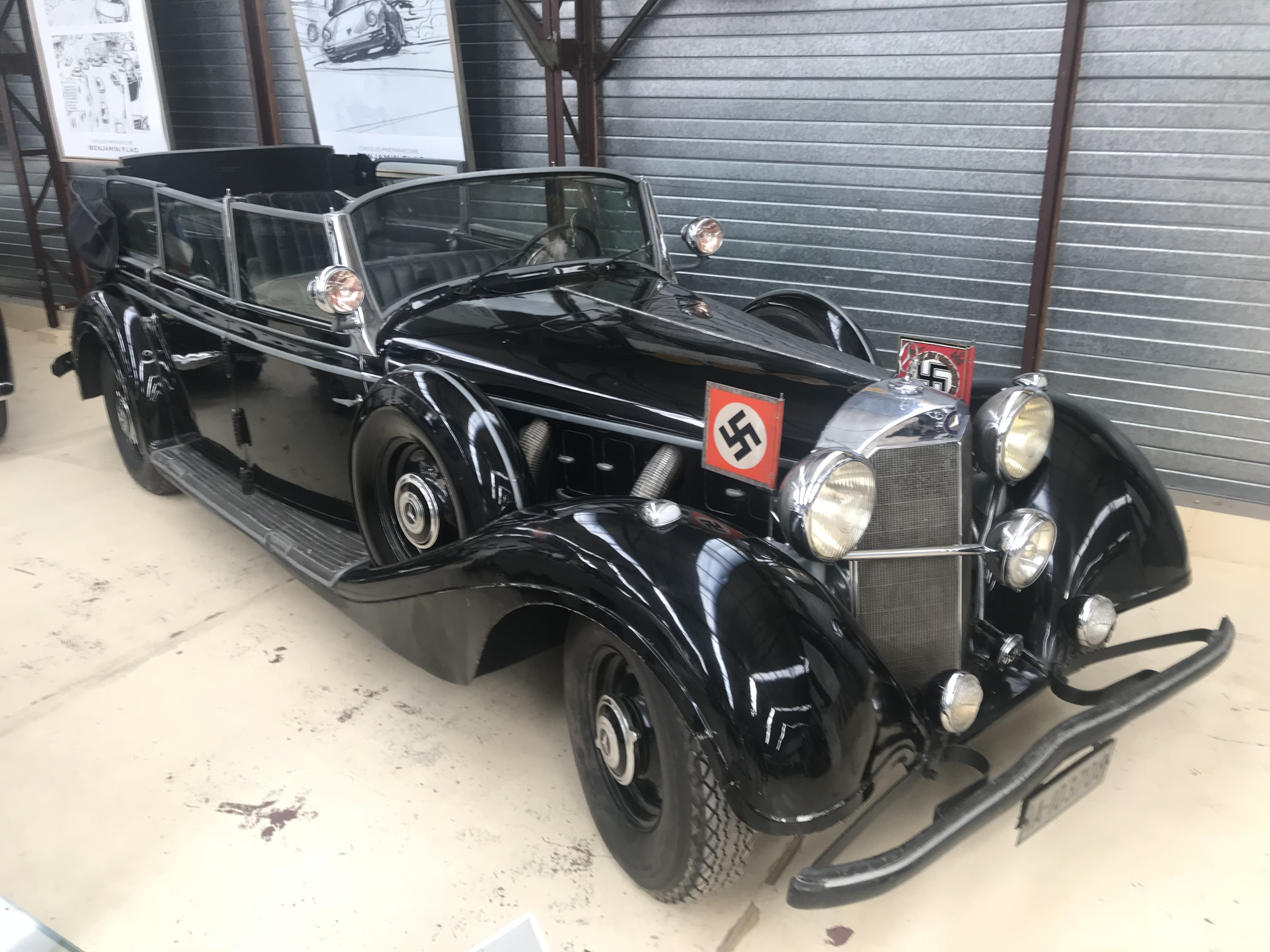
Olbrzymi, sześcioosobowy kabriolet Mercedes-Benz 770 (W150) Hitlera

Hitler miał niemal obsesję na punkcie zagrożenia swojego życia. Postrzegał siebie jako „męża opatrznościowego” Niemiec, jednak z powodu kruchej budowy fizycznej uważał, że jego czas jest krótki. Okazywał nadzwyczajne zainteresowanie organizacją swej ochrony osobistej i domagał się jej stałego rozszerzania i unowocześniania, jednak wątpił, by jego ochrona była całkiem skuteczna. Dlatego wierzył w „los i przeznaczenie”. Hitler uważał, że najlepszym sposobem zapewnienia sobie bezpieczeństwa jest nieregularny tryb życia: „W każdej chwili mogę zginąć z ręki zbrodniarza lub idioty”. Dlatego podróżował w chaotyczny i zaskakujący sposób. Bez uprzedzenia zmieniał trasy podróży i środki transportu.
Od objęcia stanowiska kanclerza zwykle poruszał się sześcioosobowym kabrioletem Mercedes-Benz 770 (Großer Mercedes) lub trzyosiowym, terenowym kabrioletem Mercedes G4 (Mercedes-Benz W31). Hitler wybrał potężnego, terenowego Mercedesa G4 w kolorze feldgrau, aby potwierdzić swoje związki z armią.
Gdy Hitler został kanclerzem (styczeń 1933), mógł korzystać ze specjalnego pociągu. Republika Weimarska miała tabor kolejowy przeznaczony dla głów państw i dygnitarzy. Hitler szybko dostrzegł potencjał pociągu, który mógł stać się kwaterą na kołach. Został zbudowany specjalnie opancerzony i uzbrojony pociąg Führersonderzug, wyposażony w najnowsze środki łączności. Zwykle pociąg składał się z czternastu wagonów i nie jeździł samotnie. Poprzedzał go pociąg zwany małą Azją, a z tyłu jechał pociąg o kryptonimie Azja, które przewoziły żołnierzy i ich wyposażenie. Brytyjskie Kierownictwo Operacji Specjalnych (SOE) rozważało zatrucie wody pitnej, dostarczanej do wagonu Hitlera. Pracownicy kolei dowiadywali się o przyjeździe pociągu dopiero godzinę lub dwie przed jego przybyciem. Na planowanej trasie przejazdu odbywały się ćwiczebne akcje oraz wzmacniano straż.
Po listopadzie 1942 przyjęto zasadę, że nikt, kto służył w kwaterze Hitlera, nie mógł być wysłany na front wschodni. Miało to zapobiec wydobyciu informacji dotyczących bezpieczeństwa kwater w razie pojmania przez wroga. Do dzisiaj nie jest wyjaśniona sprawa dwóch lub trzech sobowtórów Hitlera.

## Okres do 1939 r.
Hitler, biorąc udział w kampaniach wyborczych, przemawiając przed wrogo nastawionymi ludźmi lub po prostu w drodze na polityczne mityngi, często musiał stawiać czoła przeciwnikom. W 1920 udało mu się ujść rozwścieczonemu tłumowi jedynie dzięki temu, że udawał ordynansa z własnej grupy. Ówcześnie nie był jeszcze osobą powszechnie znaną.
W 1932, podczas podróży po kraju w poszukiwaniu poparcia w trakcie kampanii wyborczych, wielokrotnie doszło do prób zamachu. Hitler przemawiający na trybunie był łatwym celem.
Pierwszy zamach miał miejsce 15 marca 1932. Hitler przemierzał kraj. Niedaleko Monachium grupa anonimowych napastników ostrzelała przedział pociągu, którym podróżował z Josephem Goebbelsem. Hitler wyszedł z tego cało. 18 kwietnia doszło do próby zamachu ze strony lokalnych komunistów w Bobrku, obecnej dzielnicy Bytomia. W czerwcu 1932 miał miejsce zamach w Stralsundzie. W lipcu 1932 w Norymberdze zamachowcy zaatakowali samochód Hitlera; pocisk ominął jego głowę.
W ciągu pierwszych sześciu lat panowania Hitlera (1933-1939) wiele razy planowano lub realizowano próby zgładzenia wodza III Rzeszy. Nie wszystkie z nich miały podłoże antynazistowskie. Kanclerz Hitler miał wielu wrogów. Poprzednim kanclerzom też grożono śmiercią; w kwietniu 1931 kanclerz Heinrich Brüning otrzymał paczkę z ładunkiem wybuchowym. Jednak nowy kanclerz otrzymał więcej gróźb niż wszyscy niemieccy przywódcy. Po objęciu przez Hitlera funkcji kanclerza zagrożenie stanowili również niektórzy członkowie SA, ponieważ uważali, że Hitler zdradził socjalistyczne ideały. Mianowanie Hitlera kanclerzem było głębokim wstrząsem dla tych, którzy uważali go i jego ruch nazistowski za zjawisko przejściowe. Jego przeciwnicy otrzymali impuls do działania. Jako przywódca najbardziej agresywnego i najbrutalniejszego ruchu w niemieckiej polityce wzbudzał osobistą wrogość swych przeciwników. Na początku 1933 z całego świata zaczęły nadchodzić do Berlina informacje o wielu różnych spiskach na jego życie, których większość była oparta na pogłoskach, luźnych uwagach albo były niedorzeczne.
Po objęciu urzędu kanclerza Hitler stworzył system, który chronił go nie tylko przed konstytucyjnym odwołaniem z urzędu, ale również przed jakąkolwiek zbiorową krytyką. Brak było w Niemczech instytucji, które mogły narzucić Hitlerowi zbiorową wolę. Zniszczył on normalny aparat państwowy, który mógłby ograniczyć jego absolutną władzę.
Zamiary usunięcia Hitlera na tle ideologicznym ujawniono już kilka tygodni po 30 stycznia 1933, tj. po objęciu przez niego władzy jako Kanclerza Rzeszy. Komunista Beppo Römer dostał się do gmachu Kancelarii Rzeszy (Reichskanzlei), gdzie został zatrzymany przez SS, następnie osadzony w obozie koncentracyjnym Dachau i stracony w 1942. 3 marca 1933 aresztowano cieślę Kurta Luttnera, również komunistę podejrzewanego o przygotowanie w Królewcu zamachu bombowego na führera. Wraz z grupą zamierzali go zabić podczas wiecu wyborczego. Proces sądowy nie udowodnił jednak winy oskarżonego i sąd był zmuszony odstąpić od wymierzenia mu kary. Również w 1933 został zatrzymany niedoszły zamachowiec w mundurze SA, który usiłował wejść z nabitą bronią do rezydencji Hitlera w Berchtesgaden, w Bawarii.
W 1935 policja wpadła na trop spisku wiedeńskich komunistów, którzy planowali zamordowanie Hitlera, Göringa, Goebbelsa, Rudolfa Hessa i ministra wojny Wernera von Blomberga. Spisek był tak przygotowywany, by winą zostały obarczone SA.
Jeden z planów zamachu zakładał wręczenie Hitlerowi bukietu kwiatów, z których miała wytrysnąć trucizna. Inny zamachowiec miał zamiar wręczyć Hitlerowi wieczne pióro, wypełnione materiałem wybuchowym.

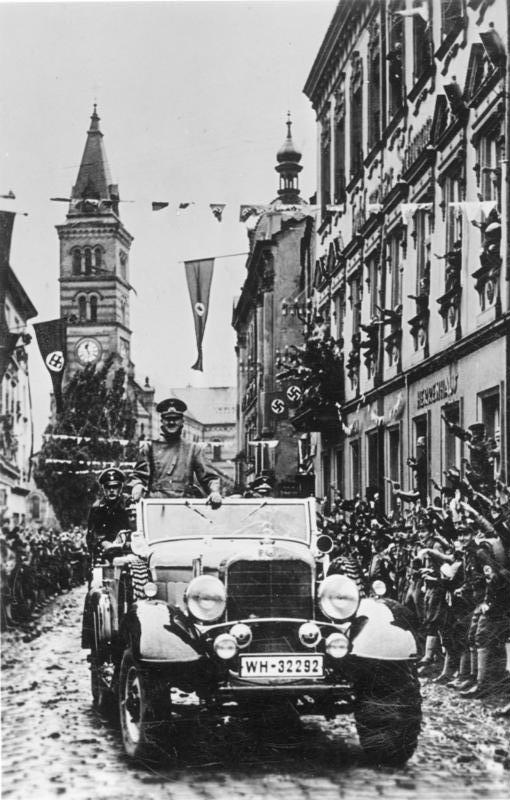
Hitler w terenowym Mercedesie W31, 1938

Ponieważ na ulicach niemieckich miast było coraz więcej umundurowanych i nieumundurowanych funkcjonariuszy służb bezpieczeństwa, jeden z najpoważniejszych zamachów na reżim nazistowski miał miejsce w Szwajcarii. Dawid Frankfurter był 27-letnim chorwackim Żydem, synem rabina. Studiował w Niemczech medycynę, ale musiał porzucić naukę po wprowadzeniu ustaw norymberskich. Uważał, że będzie bezpieczny w Szwajcarii, ale tam również działali naziści. Na ich czele stał Wilhelm Gustloff, jeden z najaktywniejszych nazistów za granicą. Początkowo Frankfurter chciał zamordować samego Hitlera, a 4 lutego 1936 Frankfurter zastrzelił Gustloffa w Davos. W tym czasie Niemcy przygotowywały się do letniej olimpiady w 1936. Dzięki znacznemu wzmocnieniu ochrony Hitlera podczas igrzysk nie doszło do żadnego incydentu.
Kolejna próba zamachu była dziełem Czarnego Frontu Ottona Strassera. Doszło do niej w Norymberdze, symbolicznej stolicy nazizmu, gdzie Hitler organizował wiece, na które przybywały setki tysięcy jego zwolenników. Strasser i jego wspólnicy zamierzali zdetonować bomby ukryte w dwóch walizkach. Jedną w siedzibie NSDAP, a drugą w redakcji nazistowskiej gazety „Der Stürmer”. Czarny Front obrał za cel wydawcę tego dziennika, byłego nauczyciela i zaciekłego antysemitę, Juliusa Streichera. Bomby miał podłożyć dwudziestoletni student architektury Helmut Hirsch, który został usunięty przez nazistów ze studiów i wyjechał do Pragi. 20 grudnia 1936 przekroczył granicę Niemiec mówiąc pogranicznikom, że jedzie odwiedzić chorą matkę. Ponieważ jego rodzice mieszkali w Pradze, zaczęto go śledzić. Hirsch miał odebrać walizkę z bombą w Norymberdze, ale w ostatniej chwili przestraszył się i pojechał do Stuttgartu, gdzie został aresztowany przez Gestapo. Został poddany brutalnym przesłuchaniom, w trakcie procesu okazało się, że został zdradzony przez podwójnego agenta działającego w praskim Czarnym Froncie. W maju 1937 Hirsch został skazany na śmierć i zgilotynowany. Do Pragi skierowano kolejnych agentów, aby zlikwidowali Czarny Front. Po zajęciu, w październiku 1938, przez Niemców czeskich Sudetów, a w marcu 1939 reszty Czech, Czarny Front utracił swoją główną bazę i organizacja przestała istnieć. Żądny zemsty Otto Strasser wyjechał do Kanady, ale wciąż stanowił zagrożenie. Dopiero kilka lat później Hitler mógł spróbować pozbyć się Strassera. Gdy na początku 1941 pojawiły się pogłoski o powrocie Strassera do Europy, Hitler wysłał za nim SS. Strasser współpracował z amerykańskimi i brytyjskimi agentami, planując kolejny zamach na Hitlera, jednak ludziom Hitlera nie udało się go wytropić.
Hirsch był obywatelem USA. Po zakończeniu II wojny światowej ujawniono, że Czarny Front zamierzał dwukrotnie dokonać (w latach 1937 i 1938) zamachów bombowych na Hitlera.
26 listopada 1937 do kancelarii Rzeszy wtargnął z pistoletem Josef Thomas, z zamiarem zastrzelenia Hitlera. Aresztowano go i przekazano Gestapo. Był to jednak akt człowieka niezrównoważonego psychicznie.
W czasie wojny domowej w Hiszpanii na półwysep Iberyjski ściągało wielu ochotników. Jednym z nich w lewicowych Brygadach Międzynarodowych był dwudziestoczteroletni Brytyjczyk, który został zwerbowany w Hiszpanii przez radziecki wywiad wojskowy. W 1937 został skierowany do Szwajcarii, gdzie miał być radiooperatorem radzieckiej siatki wywiadowczej. W 1938 otrzymał polecenie sprawdzenia szans zabicia Hitlera i wyjechał do Monachium. Tam zadomowił się w ulubionej restauracji Hitlera Osteria Bavaria. Wykrył lukę w ochronie Hitlera, ponieważ bywalcy lokalu nie byli kontrolowani i Furth uznał, że można w nim podłożyć bombę. Powiadomił Moskwę, ale zabroniono mu dalszych działań, prawdopodobnie z powodu rozpoczętej przez Józefa Stalina w 1936 czystki wśród wojskowych. W ZSRR panował chaos i nierozsądne byłoby wywoływanie w takiej chwili wojny z Niemcami. Jest prawdopodobne, że paraliż, który panował w tym czasie w radzieckiej armii, mogli wywołać sami Niemcy.
Stalin pierwszy zamach planował w 1938 r., gdy aneksja Austrii pokazała, że Niemcy dążą do wojny. Po zajęciu Austrii w marcu 1938, które wywołało poruszenie i napięcie w Europie, Hitler odwiedził Benito Mussoliniego we Włoszech. Dla zmylenia potencjalnych zamachowców do Włoch wyleciały trzy rządowe Focke-Wulfy Fw 200 Condory, a Hitler pojechał opancerzonym pociągiem. We Włoszech był jednak zdany na włoską ochronę, która była swobodna. Po czterech dniach wrócił do Niemiec i nigdy już nie pojechał za granicę do kraju innego niż ten, który podbił.

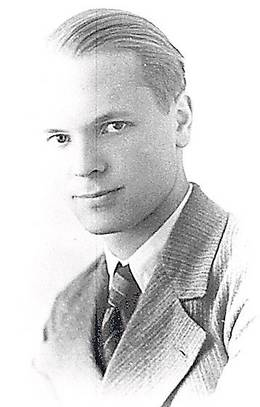
Maurice Bavaud

Wiele osób traktowało Hitlera jako antychrysta. 22-letni Maurice Bavaud – urodzony w Lozannie (Szwajcaria), w żarliwie katolickiej rodzinie, kreślarz i student teologii – kupił pistolet 6,35 mm, ćwiczył strzelanie, a później zaczął śledzić Hitlera. Bavaud kierowały przede wszystkim motywy religijne. Uważał, że Hitler jest głównym zagrożeniem dla ludzkości, wręcz wcieleniem Szatana. 21 października 1938 przyjechał do Berlina, gdzie obserwował dzielnicę rządową. Szybko ustalił, że Hitler jest w Berchtesgaden, dokąd podążył Bavaud. Udawał sympatyka nazizmu i wynajął pokój w Berchtesgaden. Agenci RSD sprawdzili go w tajemnicy, ale nic nie znaleźli. Bavaud spacerował po lasach otaczającyh Berghof, jednak nie mógł dostać się do chronionego Berghofu. Pozorował, że podziwia Hitlera i próbował spotkać się z nim w Berlinie oraz w Berghofie, Hitler był jednak zbyt zajęty.
9 listopada 1938 Bavaud miał zabić Hitlera podczas ceremonialnego marszu nazistów na halę wodzów (Marsch auf die Feldherrenhalle) w Monachium, dla upamiętnienia nieudanego puczu monachijskiego z 1923. Po wielu staraniach uzyskał bezpłatny bilet wstępu na prowizoryczną trybunę przy trasie przemarszu, podając się za szwajcarskiego dziennikarza. Przeszedł trasę planowanego marszu, by wybrać najdogodniejsze miejsce. W dniu parady stanął w pierwszym rzędzie oglądających. Uzbrojony w pistolet nie był w stanie – ze względu na zbyt dużą odległość i rozentuzjazmowany tłum – strzelić celnie do dyktatora. W następnych dniach próbował połączyć zabicie Hitlera z doręczeniem mu przesyłki pocztowej. Zamiar ten również nie powiódł się. Skończyły mu się pieniądze, a wracając do Francji został zatrzymany w pociągu za jazdę bez biletu. Został znaleziony przy nim pistolet i plan Monachium; Bavaud został aresztowany. Skazany na śmierć przez sąd ludowy w Berlinie w 1939, został stracony dwa lata później przez ścięcie gilotyną. Bavaud dowiódł, że Hitler ryzykował maszerując wąskimi, zatłoczonymi ulicami. Po 1938 nie organizowano już rocznicowej parady.
Mieszkający za granicą anonimowy żydowski biznesmen zgłosił się do nowozelandzkiego pilota-oblatywacza, mieszkającego w Wielkiej Brytanii. Zamierzał położyć kres szaleństwu wywoływanemu przez Hitlera i zaproponował lotnikowi milion funtów za zabicie Hitlera. Pilot miał polecieć prototypowym samolotem dalekiego zasięgu do Berlina i zrzucić bombę na kanclerza odbierającego paradę. Ostatecznie nie przyjął oferty, ponieważ uznał, że Gestapo nie zostawi w spokoju zabójcy Hitlera, a ponadto nie miał powodów, by nienawidzić Hitlera.
Brytyjski attaché wojskowy w Berlinie, pułkownik Noel Mason-MacFarlane (1889–1953), opracował plan pozbycia się Hitlera. Mieszkał w pobliżu trybuny, na której stawał Hitler. MacFarlane proponował zabicie Hitlera strzałem z karabinu z tłumikiem przez okno jego mieszkania. Odgłosy parady i maszerujących zagłuszyłyby strzał. Pułkownik był nawet gotów sam oddać strzał. Przełożeni pułkownika odrzucili jednak plan jako niegodny. Premier Neville Chamberlain pragnął za wszelką cenę utrzymać pokój w Europie. W 1939 brytyjskie władze twierdziły, że państwa demokratyczne sprzeciwiają się mordowaniu, a wzięcie za cel przywódcy obcego państwa uważały za absolutnie nie do przyjęcia.
Do pierwszych dni II wojny światowej zamachami na Hitlera zajmowały się osoby cywilne, choć od 1938 w nielicznych wypadkach z zamiarem takim nosiły się też osoby wojskowe.

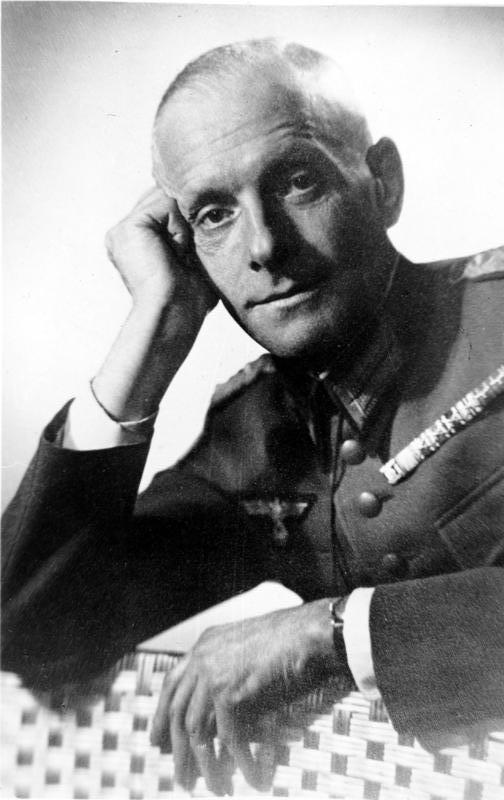
Hans Oster

Szef sztabu generał Ludwig Beck złożył 18 sierpnia 1938 rezygnację, ponieważ uważał, że Niemcy nie są jeszcze przygotowane militarnie i politycznie, by zająć Czechosłowację oraz uczestniczyć w mogącej wybuchnąć w jej wyniku wojnie europejskiej. W tajemnicy zaczął kontaktować się z innymi przeciwnikami Hitlera. Ustalili, że jeśli Hitler nie posłucha rozsądnych argumentów, trzeba będzie go usunąć; jeśli będzie stawiał opór, trzeba będzie go zabić. Beck organizował opozycję w armii, Hans Oster w Abwehrze, gromadzącej informacje o zagranicznych wrogach III Rzeszy. Oster i współpracujący spiskowcy uważali, że ojczyzna jest ważniejsza od partii nazistowskiej. Nie odpowiadał im kierunek, w którym führer prowadził naród. Spiskowcy Oster i Hans Gisevius spotkali się z nowym szefem sztabu, gen. Franzem Halderem, aby ustalić, czy wojsko poprze zamach; należało pokonać SS Leibstandarte. Miała zostać opanowana kancelaria Rzeszy, w której zostałby zatrzymany Hitler. Zdecydowany na działanie w celu obalenia Hitlera był również generał Günther von Kluge. Termin operacji został wyznaczony na wrzesień 1938. Pretekstem do przewrotu byłoby skierowane do Hitlera ostrzeżenie rządu brytyjskiego, zapowiadające działania zbrojne w razie naruszenia suwerenności Czechosłowacji. Oster odbywał niezliczone spotkania i rozmowy telefoniczne. Stał się łącznikiem różnych środowisk dążących do odsunięcia Hitlera. Przez całą wiosnę i lato 1938 wielu emisariuszy, z których większość została wysłana przez Ostera, w tajnych misjach wizytowało stolice państw zachodnich, by ostrzegać przed agresją Hitlera.
Francja zmobilizowała swoich rezerwistów. Spiskowcy czekali, aż do Francji przyłączy się Wielka Brytania i wspólnie wystąpią przeciw Niemcom. Wówczas spiskowcy mogliby przystąpić do działania; wszyscy uznaliby, że spiskowcy walczą o zachowanie pokoju w interesie Niemiec i Europy. Prawdopodobnie celowy, kontrolowany przeciek informacji o spisku przechwycili Brytyjczycy, jednak działania premiera Chamberlaina charakteryzowała przede wszystkim niechęć do używania przemocy. Zamiast wsparcia spiskowców i zagrożenia Hitlerowi wojną, uległ mu, by zaspokoić jego pragnienia. Za sukces uważał swoją osobistą interwencję, która zapobiegła wojnie. Chamberlain specjalnie poleciał do Niemiec, by spotkać się z Hitlerem 15 września 1938 w Berghofie, a drugi raz 22 września w Bad Godesbergu. Takie postępowanie Chamberlaina czyniło działanie spiskowców bezcelowym, nawet pomimo ogłoszenia mobilizacji przez Wielką Brytanię. 28 września Mussolini zaproponował zorganizowanie konferencji, a Chamberlain poprosił go, by włączył się do rozmów. Staranny plan, cieszący się poparciem wojskowych i wysokich urzędników, będący najpoważniejszym zagrożeniem dla Hitlera przed wybuchem wojny światowej, załamał się po podpisaniu 30 września 1938 układu monachijskiego. Chamberlain – świadomie lub nie – uchronił Hitlera przed aresztowaniem. Po zajęciu Kraju Sudetów bez jednego wystrzału, w niemieckim wojsku zapanowała euforia i wzrosło poparcie dla Hitlera. Spiskowcy musieli odłożyć swój plan do czasu, gdy Hitler stanie przed kolejnym kryzysem. Obalenie lub zamordowanie zwycięskiego führera u szczytu jego potęgi byłoby katastrofalne. Sukcesy dyplomatyczne i militarne Hitlera wytrąciły im po prostu broń z ręki.

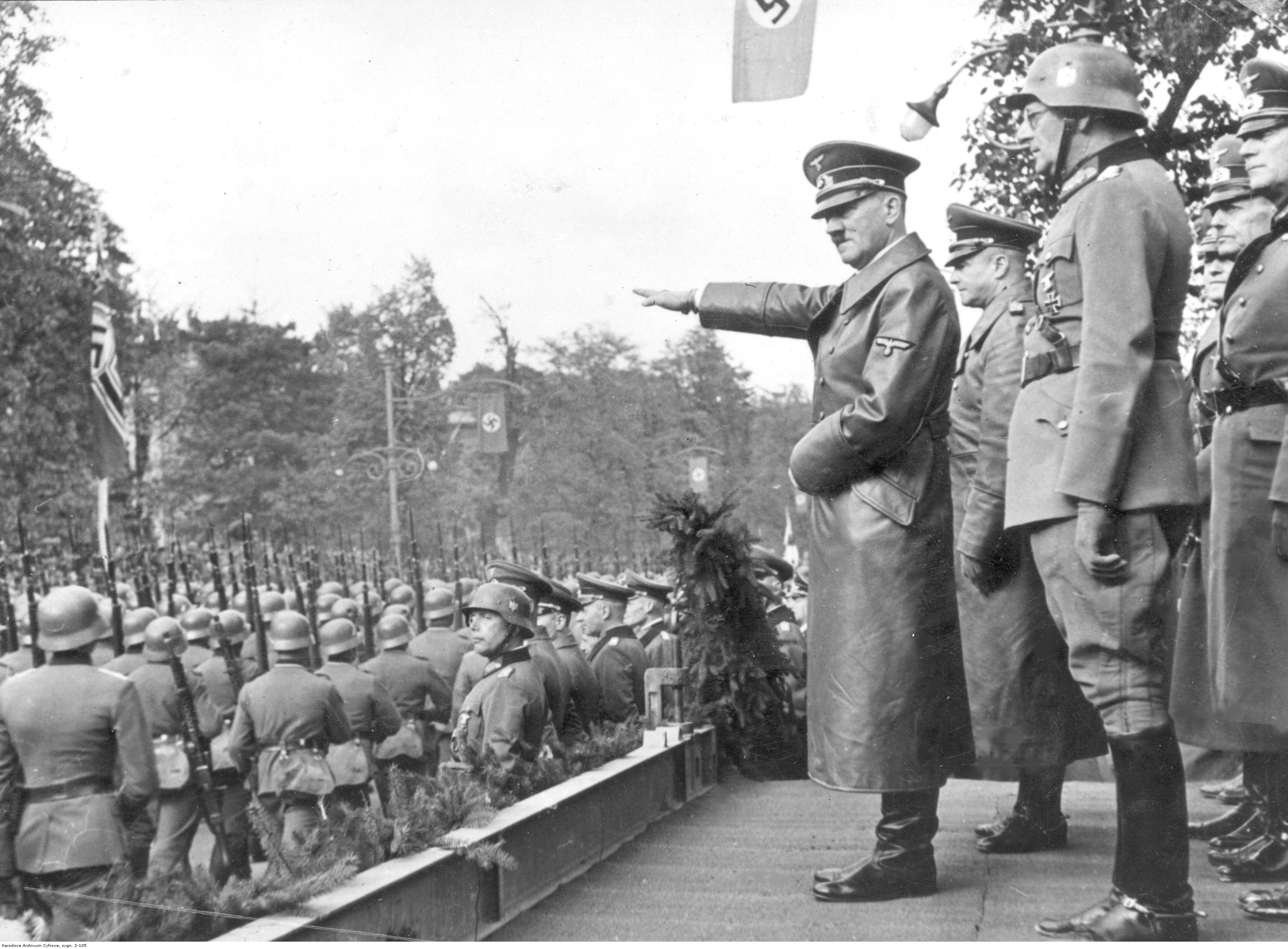
Hitler przyjmuje defiladę wojsk niemieckich w Alejach Ujazdowskich w Warszawie, w dniu zaplanowanego zamachu, 5 października 1939

Od pierwszych dni II wojny światowej Hitler starał się być blisko frontu i żołnierzy. Nie chciał powtórzyć błędu niemieckiego naczelnego dowódcy z I wojny światowej, który wojskami niemieckimi we Francji dowodził z Luksemburga, co było jedną z przyczyn klęski Niemców koło Paryża. Po wybuchu wojny, na początku września 1939 Niemcy dowiedzieli się, że została wprowadzona reglamentacja artykułów pierwszej potrzeby i będą musieli kupować je na kartki. W dowolnych ilościach można było kupować już tylko chleb i ziemniaki. Znacznie pogorszyła się jakość produktów spożywczych. Taka atmosfera stwarzała niebezpieczeństwo przewrotu, nawet w niemieckim zdyscyplinowanym społeczeństwie.

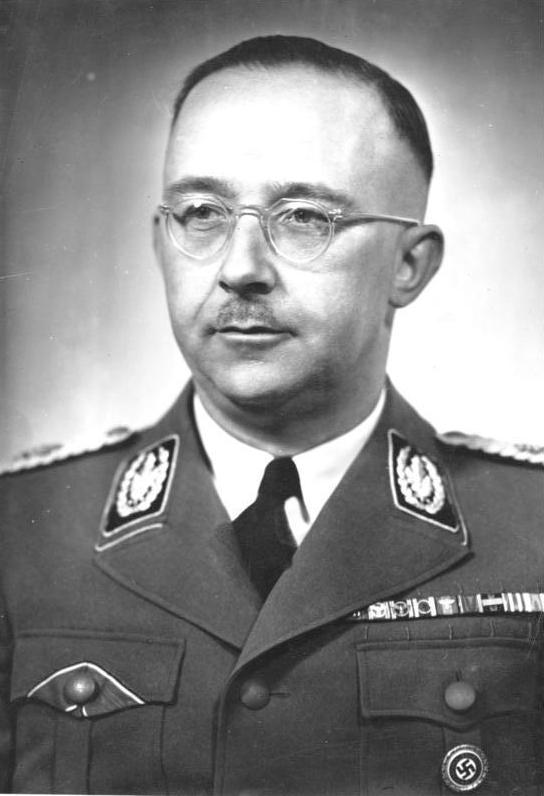
Heinrich Himmler

Polskie podziemie (Służba Zwycięstwu Polski) planowało zamach na Hitlera w czasie jego pobytu w okupowanej Warszawie 5 października 1939. Na planowanej trasie przejazdu Hitlera podłożono około 500 kg ładunków wybuchowych – zostało zaminowane ważne skrzyżowanie. Wizyta dyktatora w Warszawie przebiegała z zastosowaniem wszystkich zasad bezpieczeństwa. Centrum miasta zostało oczyszczone, a polska ludność ewakuowana lub zamknięta w mieszkaniach. Do miejsca, gdzie miał znajdować się Hitler, dopuszczano jedynie niemiecki personel wojskowy, setki patroli policyjnych pilnowały ulic, wiele dachów domów zostało obsadzonych gniazdami karabinów maszynowych. Dodatkowo 12 członków władz miejskich, w tym prezydent Stefan Starzyński, oraz 400 zwykłych mieszkańców Warszawy zostało zatrzymanych jako zakładnicy. Hitler przez kilka godzin przyjmował w Alejach Ujazdowskich defiladę zwycięstwa. Wykonaniem zamachu miał dowodzić płk (wówczas mjr) Franciszek Niepokólczycki. Wskutek splotu szeregu okoliczności zamach nie doszedł jednak do skutku.
Hitler przez całą wojnę obawiał się desantu powietrznego na swoją kwaterę główną. Heinrich Himmler wymyślał rzekome zamachy na Hitlera, aby umacniać swą pozycję jako człowieka chroniącego go. Te informacje pogłębiały paranoję Hitlera. Himmler dbał o wizerunek najwierniejszego żołnierza Hitlera, co manifestował na każdym kroku i przy każdej okazji. Była to jednak tylko poza, odtwarzana dla otoczenia. Tak naprawdę czekał na okazję, by zająć miejsce führera, nawet jeśli warunkiem zawarcia pokoju z Zachodem byłoby usunięcie Hitlera.
Członkowie opozycji antyhitlerowskiej zintensyfikowali wysiłki, by usunąć Hitlera. Pułkownik Helmuth Groscurth opracował niezrealizowany plan marszu na Berlin, pojmania Hitlera i obalenia jego reżimu. Dwie dywizje pancerne, przerzucane po inwazji w Polsce na front zachodni do walki z Francją i Wielką Brytanią, miały zawrócić do Berlina, aby chronić miasto przed wiernymi führerowi SS. Planowano, że po uwięzieniu Hitler zostanie oskarżony o zbrodnie przeciwko ludzkości, uznany za niepoczytalnego, a następnie umieszczony w zakładzie psychiatrycznym. Zabicie Hitlera uczyniłoby go męczennikiem i wywołało długotrwałe zamieszki w Niemczech. Armia utworzyłaby rząd tymczasowy, a Hohenzollernom zaproponowano by ponowne objęcie tronu.

## Zamach bombowy Georga Elsera
Jeden z najbardziej znanych zamachów i pierwszy rzeczywisty zamach bombowy miał miejsce po rozpoczęciu wojny z Polską w 1939. Hitler, wówczas naczelny dowódca Niemieckich Sił Zbrojnych, nie zamierzał rezygnować z ceremonialnych uroczystości partyjnych. Do nich należały coroczne spotkania w Piwnicy Mieszczańskiej (Bürgerbräukeller; obiekt mieścił 1830 osób) w Monachium 8 listopada, na cześć poległych towarzyszy z ruchu narodowo-socjalistycznego oraz marszu na Feldherrenhalle.

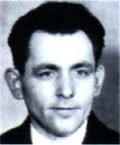
Georg Elser, sprawca pierwszego poważnego zamachu na Hitlera

36-letni socjalista Johann Georg Elser – stolarz i były pracownik pracowni zegarmistrzowskiej, członek militarnej organizacji Rotfrontkämpferbund – uważał, że Hitler doprowadzi Niemcy do katastrofy. Był przekonany, że Hitler nie zaprzestanie agresywnych posunięć i wywoła wojnę i nieszczęścia. Uznał, że najlepszą okazję do zabójstwa stwarzała wizyta Hitlera w Monachium, dlatego przeprowadził się do Monachium. Przez rok własnoręcznie konstruował i budował bombę, która miała zabić Hitlera i jak największą liczbę nazistowskich przywódców. Nie miał doświadczenia w posługiwaniu się ładunkami wybuchowymi, dlatego musiał przeprowadzać próbne eksplozje. W kwietniu 1939 zatrudnił się w kamieniołomie, gdzie dokonywano wybuchów burzących, aby zdobyć odpowiednio dużą ilość materiałów wybuchowych (właściciel kamieniołomu został po zamachu zesłany do obozu koncentracyjnego). Zauważył, że piwiarnia Bürgerbräukeller nie jest strzeżona w nocy. Uczęszczał do niej i zostawał w niej po zamknięciu. Od sierpnia 1939 przez kolejnych trzydzieści nocy w kolumnie podtrzymującej strop piwiarni za mównicą wydrążył dziurę o rozmiarach 70 × 90 cm. Elser miał 50 kg materiałów wybuchowych. W nocy 5/6 listopada 1939 umieścił w niej już kompletną bombę zegarową. Uruchomienie zapalnika bomby ustawił na godz. 21:20 8 listopada (z dokładnością do piętnastu minut), ponieważ Hitler miał w tym czasie jeszcze przemawiać. Całe urządzenie umieścił w drewnianej obudowie wyłożonej korkiem, by wyciszyć tykanie. Powrócił do sali piwiarni 7 listopada, aby sprawdzić czy wszystko funkcjonuje poprawnie. 8 listopada po 10:00 nie było go już w Monachium, znajdował się w trakcie ucieczki do neutralnej Szwajcarii. Rzadko słuchał radia i rzadko czytał dzienniki, dlatego nie dowiedział się, że program uroczystości w piwnicy miał być ograniczony ze względu na wymogi wojny.
Hitler przybył do Piwnicy Mieszczańskiej, gdzie zebrało się około 3000 osób, jednak w ostatniej chwili zmienił swoje plany. Wojownicze przemówienie rozpoczął o 20:00, zamiast o 21:00. Mimo aplauzu zebranych już o 21:07 zakończył przemówienie, pożegnał się z towarzyszami partyjnymi i pośpiesznie opuścił lokal, gdyż spieszył się do Berlina, gdzie planowano wojnę przeciw Francji i Wielkiej Brytanii. Wyszli również słuchacze i pozostało już tylko około 100 osób, głównie pracowników i muzyków. Około 21:20 Piwnicą Mieszczańską wstrząsnął wybuch, załamał się filar i runął sufit sali biesiadnej w pobliżu podium, na którym wcześniej przemawiał Hitler. Zabitych zostało osiem osób; spod rumowiska wyciągnięto 60 rannych. Nie było jednak wśród nich Hitlera, który skrócił swoje wystąpienie, chociaż nigdy wcześniej nie kończył przemówienia w piwiarni przed 22:00 (oczekiwano trzygodzinnego wystąpienia). Stało się tak z powodu gęstej mgły. Hitler musiał wrócić z Monachium pociągiem, a nie samolotem, jak wcześniej planowano – pociąg odjeżdżał o 21:31. Hitler, gdy dowiedział się o zamachu powiedział: „Teraz jestem zadowolony. Fakt, że wyszedłem wcześniej niż zwykle dowodzi, iż Opatrzność chce, abym osiągnął swój cel”. Bomba była tak umieszczona, że Hitler na pewno by zginął.
W następnych dniach zostało zatrzymanych prewencyjnie ponad tysiąc osób. Za wskazanie sprawcy została wyznaczona nagroda 500 000 marek, która dzięki dobrowolnym datkom osób prywatnych została podniesiona do 600 000 marek. Georg Elser został ujęty kilka minut po wybuchu na granicy niemiecko-szwajcarskiej, w okolicy Jeziora Bodeńskiego, gdy próbował opuścić Niemcy. Gdy Europa pogrążyła się w wojnie, dozór granicy został wzmocniony i Elser został zauważony. Niemieccy celnicy znaleźli przy nim nożyce do cięcia drutu, szkice bomby i pocztówkę z widokiem piwiarni, na której zaznaczył filar z bombą. W ten sposób chciał udowodnić szwajcarskiej policji, że to on wykonał zamach. Elser został poddany bardzo intensywnym i wszechstronnym przesłuchaniom (m.in. z udziałem psychiatrów, podawaniem narkotyku i stosowaniem hipnozy). W Gestapo pod wpływem tortur przyznał się i odtworzył bombę, jednak nigdy nie stanął przed sądem. Na razie Elsera zamknięto w Sachsenhausen, gdzie przeżył prawie całą wojnę. Hitler chciał wrócić do sprawy po wygranej wojnie i w pokazowym procesie dowieść, że brały w tym udział angielskie służby specjalne. Osadzony został ostatecznie od lutego 1945 w obozie koncentracyjnym w Dachau. Został zabity 9 kwietnia 1945 na rozkaz Himmlera. Komendant obozu otrzymał polecenie, by podczas któregoś z najbliższych alianckich nalotów na Monachium Elsera spotkał śmiertelny „wypadek”. Jego ciało zostało spalone.

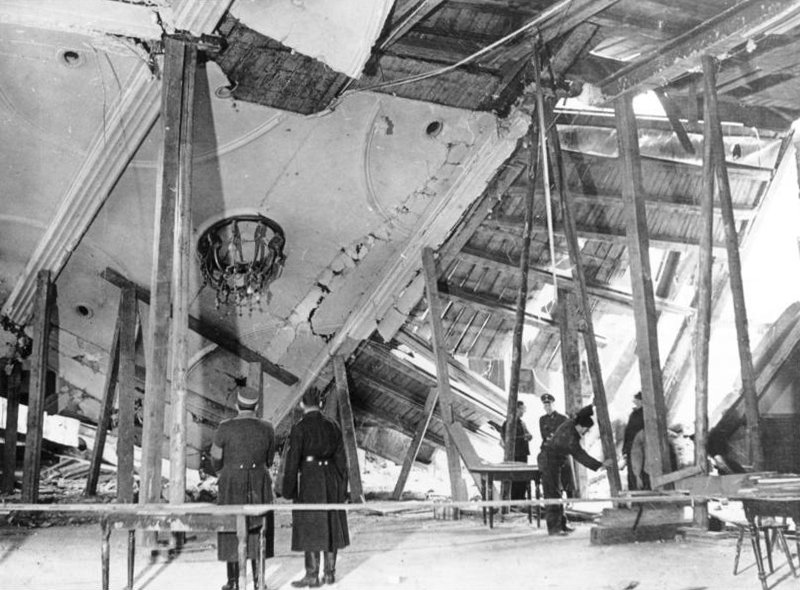
Piwnica Mieszczańska po zamachu, 9 listopada 1939

Niemiecka prasa – realizując wytyczne ministra propagandy Goebbelsa – twierdziła, że Elser współdziałał z brytyjskim wywiadem. Goebbels zabronił obciążać inne środowiska opozycyjne w Niemczech, np. Żydów, kler czy monarchistów, ponieważ gniew ludu miał zwrócić się wyłącznie przeciw Brytyjczykom. Odniosło to pożądany skutek i wzrosło powszechne poparcie Niemców dla trwającej wojny. Została powołana „Komisja specjalna Bürgerbräukeller” do wyjaśnienia zamachu. Komando SS zostało osobiście odznaczone przez Hitlera w Berlinie, w uznaniu dla efektów dochodzenia.
Elser prawdopodobnie nie zorganizował zamachu sam, a następnie został zwabiony na granicę szwajcarską zapewnieniem bezpiecznego „przerzutu” do Szwajcarii. W ten sposób zostałby zlikwidowany główny świadek. Od października 1939 wysłannicy Heinricha Himmlera prowadzili potajemne rozmowy z dwoma agentami brytyjskiego wywiadu, zmierzające do zawarcia pokoju z Zachodem. Na 9 listopada 1939 (następnego dnia po zamachu) było zaplanowane kolejne spotkanie ludzi Himmlera i dwóch brytyjskich agentów w holenderskim, przygranicznym mieście Venlo. Agenci ci mogli znać kulisy zamachu; 9 listopada zostali uprowadzeni przez Niemców ze spotkania w Venlo (incydent w Venlo). Prawdopodobnie Himmler próbował po raz pierwszy przejąć władzę w Niemczech. Akcja w Venlo przerwała rokowania między Himmlerem a rządem brytyjskim; Himmler powrócił do nich pod koniec wojny.
Porwani agenci, torturowani, ujawnili siatkę brytyjskich szpiegów w Europie. Od tego incydentu wywiad angielski traktował z nieufnością każdego Niemca, który twierdził, że należy do antyhitlerowskiego spisku. Gniew Hitlera z powodu zaangażowania w incydent w Venlo wywołała Holandia, co było później pretekstem do zaatakowania jej.
Zamach Elsera był sygnałem do wzmocnienia ochrony Hitlera. Przed publicznymi wystąpieniami Hitlera zaczęto dokonywać prewencyjnych aresztowań. Został wzmocniony nadzór policyjny oraz kontrola sprzedaży materiałów wybuchowych.

## Po 8 listopada 1939 do początku 1943 r.
Już w 1925 r. Hitler w Mein Kampf ogłosił, że jego programem politycznym jest zdobycie przestrzeni na Wschodzie. Uważał, że jako przywódca państwa i dowódca wojskowy miał do spełnienia historyczną misję. Początkowe sukcesy w polityce zagranicznej umocniły w nim poczucie posłannictwa i wiarę, że łaskawa jest dla niego Opatrzność. Czuł się powołany do poprowadzenia Niemiec ku potędze. To była „jego” wojna, zgodnie z kryteriami rasy.
Po 8 listopada 1939 wszystkie próby zamachu pozostały w sferze pobożnych życzeń ze względu na wzmożone środki bezpieczeństwa w otoczeniu wodza. Tak było aż do 1942.
W latach wojny jedyną w pełni wyposażoną kwaterą główną była berlińska Kancelaria Rzeszy. Po wybuchu wojny Hitler bardzo często podróżował po terenie Niemiec i podbitych krajów pociągiem lub samolotem, np. wizytował oddziały frontowe. Początkowo używał samolotu Junkers Ju 52, który oprócz strzelca na kadłubie pozbawiony był urządzeń obronnych. Później korzystał ze specjalnie przygotowanego (opancerzonego i dozbrojonego) Focke-Wulfa 200 Immelmann, co sprawiło, że zamach lotniczy nie był już realny.
W 1940 z inicjatywy hrabiego Helmuta Jamesa von Moltkego w Krzyżowej na Dolnym Śląsku powstawała grupa Krąg z Krzyżowej. Jej członkowie opowiadali się za politycznym i moralnym odrodzeniem Niemiec w duchu chrześcijańsko-konserwatywnym po odsunięciu od władzy Hitlera.

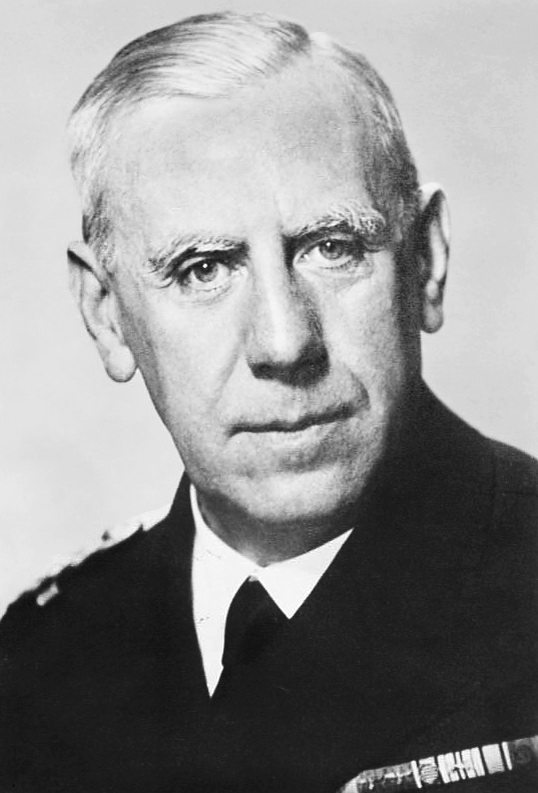
Wilhelm Canaris

Wielu najwyższych oficerów Wehrmachtu, intelektualistów oraz działaczy katolickich było zdecydowanych obalić Hitlera, ponieważ uważali, że jego polityka doprowadzi Niemcy do zguby. Nie wierzyli, że uda się wygrać wojnę z zachodnimi mocarstwami. Jednym z przywódców opozycji był admirał Wilhelm Canaris. Celem spiskowców było aresztowanie Hitlera i utworzenie nowego rządu, z poparciem władz Wielkiej Brytanii. Spiskowcy usiłowali nawiązać kontakt z rządem brytyjskim. Udało się to w Watykanie, jednak rokowania zostały odkryte przez niemieckiego agenta w Stolicy Apostolskiej. Zaciekły nazista Reinhard Heydrich (szef Głównego Urzędu Bezpieczeństwa Rzeszy) podejrzewał Canarisa o przygotowywanie zamachu stanu przeciw Hitlerowi, jednak nie miał na to niepodważalnych dowodów. Dodatkowo Heydrich chciał zlikwidować Canarisa, aby przejąć władzę nad wywiadem wojskowym. Heydrich prawdopodobnie mógł odkryć niejawną współpracę Canarisa z Brytyjczykami, dlatego 27 maja 1942 w Pradze został przeprowadzony na niego zamach (operacja Anthropoid).
Radziecka tajna policja namówiła gwiazdę kina niemieckiego Olgę Czechową (z pochodzenia Rosjankę), aby przedstawiła Hitlerowi dwóch zamachowców, ponieważ krążyły plotki o rzekomym romansie Hitlera z Czechową. Był to jeden z najgorszych planów zabicia Hitlera. W 1941 Czechowa była już uznaną aktorką, należała do kulturalnej elity III Rzeszy, często występowała dla wojska i jadała kolacje z Goebbelsem.
Według niepotwierdzonych informacji od wiosny 1942 członkowie polskiej organizacji podziemnej Gryf Pomorski przygotowywali się do ataku na specjalny pociąg Hitlera (pociąg Amerika), którym przemieszczał się po Europie. Zamach miał nastąpić na terenie Pomorza. Informacje miał zdobyć jeden z żołnierzy podziemia, Józef Bukowski (pseudonim Buk). Dowódcą grupy, która miała wykonać zamach, był kapitan Jan Szalewski. Udało się uzyskać informacje o trasie przejazdu i podłożyć ładunki pod mostem. Operacja nosiła kryptonim „Wiedeńska Krew”. Wieczorem 8 czerwca 1942 Hitler wyjechał pociągiem Amerika z Kętrzyna do Berlina, by wziąć udział w pogrzebie Heydricha. Tej samej nocy partyzanci wykoleili niemiecki pociąg, jednak okazało się, że nie był to pociąg Hitlera. Podobno Hitler w ostatniej chwili zmienił plan podróży i zatrzymał swój pociąg w Malborku, gdzie spotkał się z gauleiterem Gdańska. W zamachu miało rzekomo zginąć 400 ludzi. Jednakże dostępne relacje na temat tego zamachu są różne i sprzeczne, wiadomo jedynie, że wykolejenie nastąpiło między Tczewem a Chojnicami.
W tym samym czasie SOE również uznało, że należy zaatakować Hitlera, gdy będzie w podróży. Jeńcy niemieccy byli najważniejszym źródłem informacji o zwyczajach Hitlera.
Po zaatakowaniu ZSRR przez Hitlera (czerwiec 1941) wywiad radziecki stanął przed problemem ustalenia przede wszystkim, gdzie Hitler się znajduje, aby móc go tam zabić. 5 lipca 1941 Ławrientij Beria, szef radzieckich tajnych służb, utworzył wydział do spraw specjalnych, na czele którego postawił generała Pawła Sudopłatowa. W wypadku zajęcia Moskwy przez Niemców miał on opracować plan zabicia w mieście Hitlera, ponieważ władze radzieckie były przekonane, że Hitler będzie chciał zwiedzić zdobytą Moskwę. W końcu 1941 wojska niemieckie zostały jednak zatrzymane przed Moskwą. W 1943, po niemieckich klęskach w bitwie stalingradzkiej i bitwie kurskiej, Stalin doszedł do tego samego wniosku, co zachodni alianci. Strategiczne błędy Hitlera sprawiały, że bardziej opłacało się go utrzymać przy życiu. Nakazano sowieckim agentom przerwanie działań.
Na 17 lutego 1943 koło Połtawy była zaplanowana narada z feldmarszałkiem Erichem von Mansteinem. Tam grupa generałów, której przewodzili Hubert Lanz i Hans Speidel, zamierzała aresztować Hitlera i zabić, jeśli stawiałby opór. Lanz uznał, iż Hitler jest przestępcą i jest winny masowej śmierci niemieckich żołnierzy, którzy giną w walkach z Rosjanami. Hitler w ostatniej chwili jednak zmienił miejsce narady, co spowodowało odrzucenie planu.

## Oficerowie Grupy Armii Środek

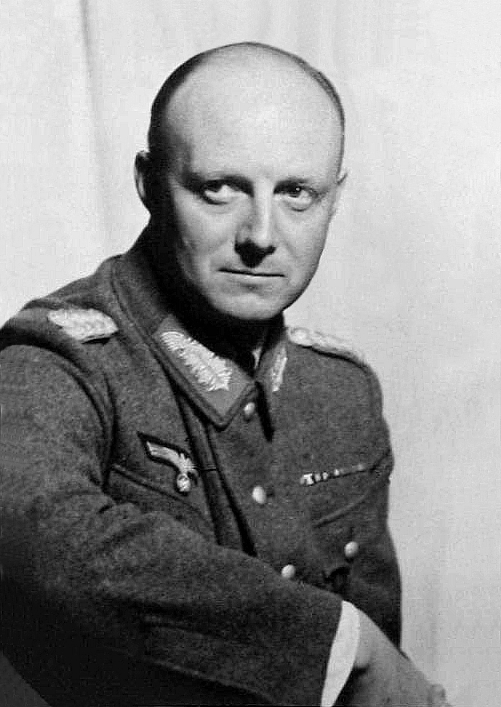
Henning von Tresckow, sprawca kilku prób zamachu na Hitlera

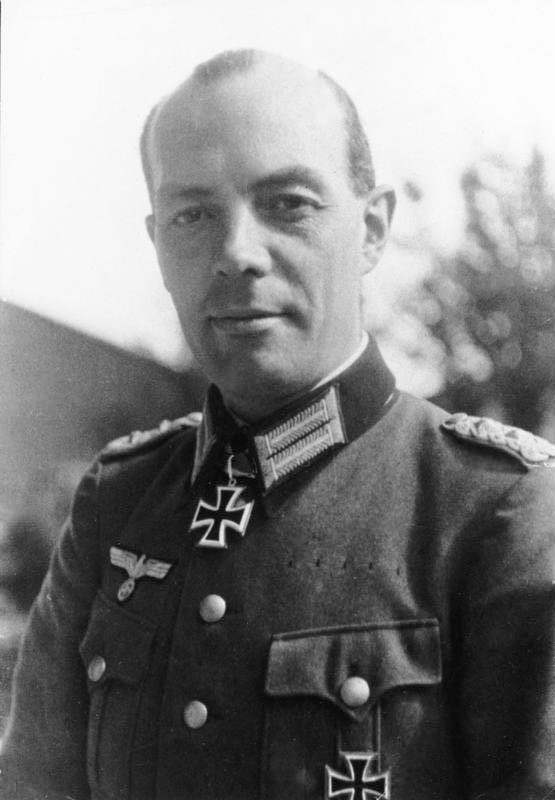
Rudolph von Gersdorff

Życzenie śmierci przywódcy i upadku reżimu byłoby odbierane przez Niemców jako zbrodnia przeciwko państwu i wbicie noża w plecy całego narodu, który brał udział w walce na śmierć i życie. Po rozpoczęciu wojny przeciw ZSRR wzmógł się opór antyhitlerowski, przede wszystkim wśród oficerów Sztabu Grupy Armii Środek, która była jednym z trzech elementów frontu wschodniego. Klęski pod Moskwą i Stalingradem uzmysłowiły wielu, że pokonanie ZSRR jest nierealne, a dalsze prowadzenie wojny nie ma sensu. Gotowi przejść do działania byli młodsi oficerowie sztabu generalnego, chcieli zakończyć działania bojowe i umieranie na froncie. Znane są tu głównie dwie postacie: gen. mjr. Henninga von Tresckowa (ówcześnie pułkownika) i por. Fabiana von Schlabrendorffa. Tresckow – człowiek głęboko pobożny – wiedział o nazistowskim ludobójstwie, nie godził się z nim i stał się koordynatorem planowanego zamachu. Oficerowie uważali, że Hitler i naziści plamią honor niemieckiej armii. Chcieli uśmiercić swego naczelnego dowódcę dla dobra Niemiec. Sprawą honoru i moralną koniecznością stało się uwolnienie Niemiec od nazistów.
Żaden ze spiskowców nie miał jednak bezpośredniego dostępu do dyktatora. W grę wchodziły tylko dwie możliwości: zamach podczas jednego z wystąpień publicznych Hitlera lub podczas jednej z jego wizyt na froncie. Po rozważeniu zdecydowali się na drugą. Tresckow próbował zwabić Hitlera do Smoleńska, gdzie znajdowała się kwatera główna Grupy Armii Środek, przekonując, że na miejscu sam musi wyrobić sobie pogląd na sytuację. Feldmarszałek Günther von Kluge (dowódca Grupy Armii Środek) sprzeciwił się w marcu 1943 planowi zamachowców, którzy chcieli zastrzelić Hitlera podczas jego wizyty w kwaterze Grupy Armii Środek, jeśli nie zostałby zabity również Himmler. Wersja zastrzelenia dyktatora jednak nie gwarantowała powodzenia. Dowiedzieli się, że Hitler nosi pod mundurem cienką kamizelkę kuloodporną, a jego czapka jest wzmocniona metalem, dlatego należałoby celować prosto w twarz. Taki strzał wymagał niezwykłego opanowania. W końcu ustalili scenariusz: gdy Hitler wejdzie do oficerskiej mesy i siądzie do obiadu, kilku spiskowców podniesie się i jednocześnie strzeli do niego, na wypadek gdyby któryś z pocisków nie osiągnął celu. Gdyby obiad został odwołany, w drodze powrotnej Hitlera przez las miał go zatrzymać szwadron kawalerii i natychmiast przekazać w ręce zaimprowizowanego sądu wojennego, który po błyskawicznym rozpatrzeniu sprawy ogłosiłby wyrok skazujący na śmierć przez rozstrzelanie. Pozostawienie żywego Himmlera oznaczałoby przejęcie władzy przez SS, rozpętanie fali represji i zagrożenie wybuchem wojny domowej. Po mnożących się kryzysach niemieckich działań wojennych na froncie wschodnim, wizytacje przez führera jednostek frontowych były coraz rzadsze.
13 marca 1943 Hitler odwiedził obóz wojskowy w Smoleńsku, co wykorzystał Tresckow. Tresckow i Schlabrendorff skonstruowali bombę zegarową, złożoną z czterech brytyjskich min i brytyjskiego zapalnika. Opóźnienie zapalnika wynosiło trzydzieści minut. Niemieckie środki wybuchowe nie miały takiej skuteczności, a niemieckie zapalniki czasowe były zbyt głośne. Zdarzenie miało wyglądać jak nieszczęśliwy wypadek. Najtrudniejsze było umieszczenie ładunku w samolocie Hitlera; sprawdzano wszystko co trafiało na jego pokład. Tresckow wymyślił, że bombę ukryje w skrzyneczce z brandy. Tego samego dnia Schlabrendorff poprosił pułkownika Heinza Brandta z osobistej ochrony Hitlera o zabranie tego alkoholu, jako podarunku dla przyjaciela, i aktywował zapalnik. Tresckow był pewny, że Hitler zginie, jednak niecałe dwie godziny później samolot wylądował. Spiskowcom w ostatniej chwili udało się odzyskać przesyłkę. Bomba nie zadziałała, bo nie uruchomił się do końca zapalnik. Okazało się, że przedział bagażowy samolotu nie był uszczelniony ani ogrzewany i detonator zawiódł w niskiej temperaturze. Dużo później zamachowcy dowiedzieli się, że samolot wszedł w obszar turbulencji i pilot, chcąc zaoszczedzić Hitlerowi niewygody, wprowadził samolot na znaczną wysokość.

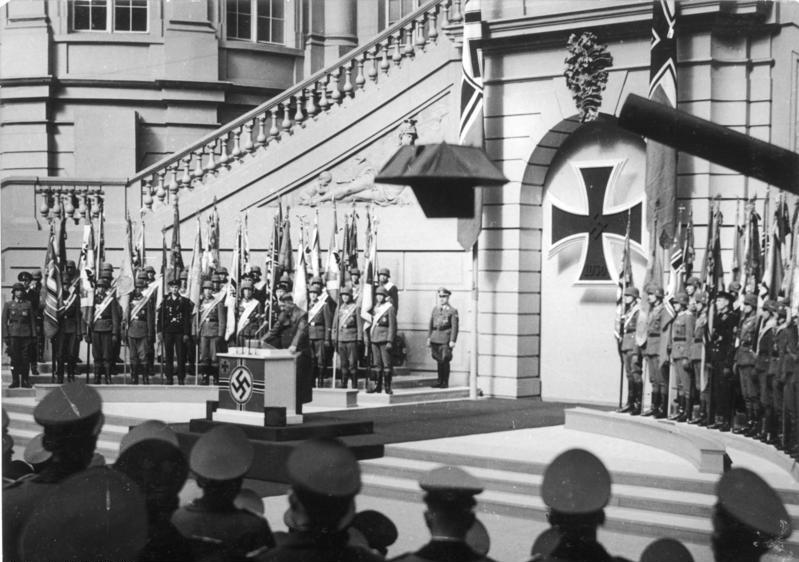
Berliński Stary Arsenał; Hitler przemawia w czasie Dnia Pamięci Bohaterów, w dniu zaplanowanego zamachu, 21 marca 1943

Niepowodzenie nie zniechęciło Tresckowa, a już tydzień później nadarzyła się kolejna okazja. Tresckow dowiedział się, że Hitler odwiedzi wystawę broni radzieckiej w berlińskim Starym Arsenale. Spiskowcy musieli wykorzystać każdą nadarzającą się okazję. 21 marca 1943 demonstrowano zdobyczny sprzęt wojskowy w ramach obchodów Dnia Pamięci Bohaterów (Heldengedenktag), urządzony przez Grupę Armii Środek. Na pokazie mieli być obecni również Göring i Goebbels. Uroczystości w ostatnich latach przebiegały tak samo. Obecny na wystawie płk Rudolf-Christoph von Gersdorff miał oprowadzać Hitlera. Przez cały poprzedzający dzień von Gersdorff potajemnie dokonywał rozpoznania miejsca. Ponieważ nie było miejsca, w którym można by umieścić niewykrytą bombę, von Gersdorff uznał, że ma tylko jedno wyjście; postanowił zabić wodza bombą (200 g materiału wybuchowego) umieszczoną w kieszeni swego płaszcza, z dziesięciominutowym zapalnikiem. W chwili wybuchu chciał stać jak najbliżej Hitlera. Gdy Hitler skończył przemówienie, von Gersdorff przywitał się z nim, a następnie uruchomił w kieszeni zapalnik. Prezentując wystawę, trzymał się jak najbliżej Hitlera; prezentacja miała trwać trzydzieści minut. Zamach nie doszedł jednak do skutku, ponieważ Hitler opuścił wystawę już po kilku minutach; von Gersdorffowi udało się w ostatniej chwili rozbroić bombę. Być może Hitler zauważył nerwowe zachowanie von Gersdorffa.
Po porażkach w marcu 1943 spiskowcy musieli zacząć wszystko od nowa, znaleźć człowieka mającego dostęp do Hitlera i gotowego w razie konieczności poświęcić życie. W listopadzie 1943 podczas pokazu – z udziałem Hitlera – nowego sprzętu wojskowego i umundurowania w Naczelnym Dowództwie Wojsk Lądowych w Berlinie mjr Axel von dem Bussche-Streithorst (ówcześnie kapitan) zamierzał dokonać na Hitlera zamachu samobójczego. Bussche był pod silnym wpływem okropieństw tej wojny. Był idealnym kandydatem, nie wzbudzającym podejrzeń, dzielnym oficerem walczącym na pierwszej linii frontu, wielokrotnie odznaczanym. Ponownie pojawił się problem rodzaju ładunku wybuchowego; Bussche obawiał się, że użycie brytyjskiego obarczy winą obce służby, dlatego wybrał materiały niemieckie. Odgłosy spalania zapalnika chciał zagłuszyć chrząkaniem i kaszlem. Dodatkowo, na wypadek gdyby ładunek nie eksplodował, miał ukryty w bucie sztylet. Jednakże akcja nie została przeprowadzona, bo zmagazynowane przedmioty przygotowane do wystawy zbombardowało alianckie lotnictwo. Spiskowcy odłożyli akcję do czasu przygotowania nowych materiałów. Busschego miał zastąpić podporucznik Ewald Heinrich von Kleist. Kolejna prezentacja mundurów miała się odbyć na początku lutego 1944, jednak później termin był kilkakrotnie przesuwany i ostatecznie Kleist nie miał już możliwości wykonania zamachu. Tresckow usilnie starał się otrzymać stanowisko służbowe, które pozwoliłoby mu wejść w osobisty kontakt z Hitlerem i własnoręcznie wykonać zamach.
Na początku 1944 Hitler już od kilku miesięcy miał świadomość istnienia grupy ambitnych oficerów, którzy chcieli go unieszkodliwić. W styczniu 1944 Axel von dem Bussche ponownie postanowił zostać zamachowcem samobójcą. Podczas pokazu nowego umundurowania i sprzętu wojskowego w Wilczym Szańcu (w latach 1941–1944 kwaterze głównej Hitlera), z udziałem Hitlera, zamierzał odbezpieczyć ukryty w kieszeni granat i schwycić Hitlera, aby obaj zostali rozerwani. Pokaz jednak odwołano, a von dem Bussche wrócił na front, gdzie stracił nogę.
11 marca 1944 zamachu na Hitlera próbował dokonać kapitan Eberhard von Breitenbuch, adiutant feldmarszałka Ernsta Buscha – kolejnego dowódcy Grupy Armii Środek. Breitenbuch był osobą bez zastrzeżeń, jego szef – feldmarszałek Busch – był zagorzałym zwolennikiem Hitlera, natomiast sam Breitenbuch znajdował się pod wpływem Tresckowa. Był bardzo dobrym strzelcem. Pistolet służbowy miał zostawić w szatni. Tresckow zwrócił mu uwagę, by strzelał w głowę lub szyję, ponieważ Hitler może mieć kamizelkę kuloodporną. Breitenbuch został wezwany do Berghofu w Alpach Salzburskich na naradę. Kapitan ukrył w kieszeni spodni mały pistolet, z którego chciał zastrzelić Hitlera, ale nie został dopuszczony do sali konferencyjnej. Na miejscu okazało się, że narada wyjątkowo miała odbyć się bez adiutantów i pomimo protestów Breitenbuch nie wziął udziału w spotkaniu.
Było jeszcze wiele innych prób usunięcia dyktatora III Rzeszy. Do niedoszłych zamachowców zalicza się: gen. mjr. Hellmutha Stieffa (zadeklarował gotowość wykonania zamachu, ale nie wykazał się dostatecznie silnymi nerwami, by go przeprowadzić), por. Josefa Hoffmanna,  Ericha Kordta. Wiosną 1944 oficerowie niemieccy zorganizowali co najmniej cztery próby zastrzelenia Hitlera, sześć zamachów bombowych i jeden pozorowany wypadek. Dostęp potencjalnych zamachowców stale się zmniejszał, ponieważ wzmacniana była ochrona Hitlera. Wystąpienia publiczne były kontrolowane, a Hitler spotykał się już tylko z zaufanymi nazistami i doradcami wojskowymi. Sytuacja wojskowa Niemiec była katastrofalna. Nowym Kanclerzem Rzeszy po usunięciu Hitlera miał zostać Carl Friedrich Goerdeler.
Wiosną 1944 SOE przeprowadziło w okupowanych krajach operację Ratweek, zabójstw hitlerowskich dygnitarzy.

## Operacja Foxley

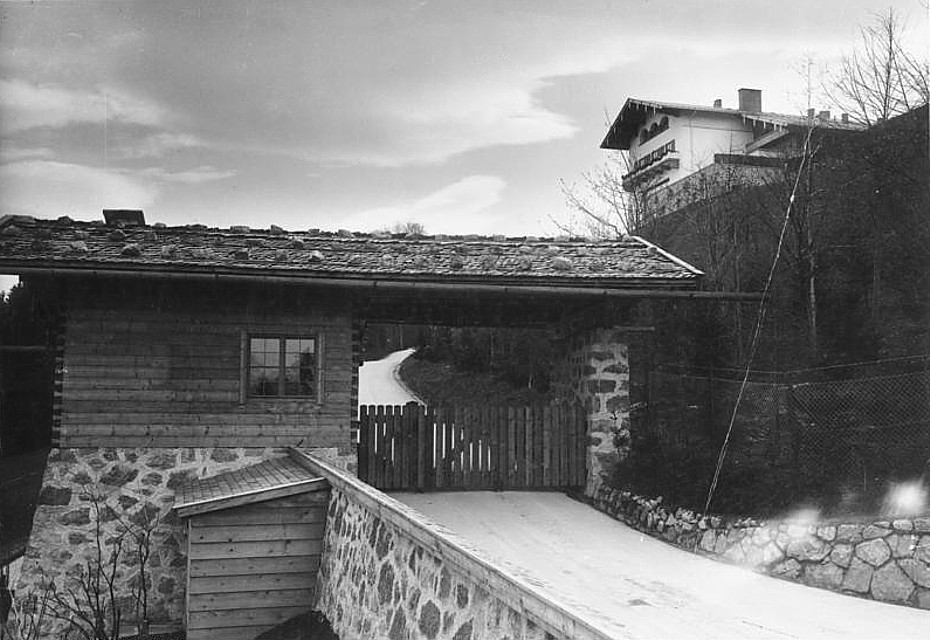
Berghof

W połowie 1944 Brytyjczycy planowali własny zamach – operację Foxley. Pozostawała ona przez pięćdziesiąt lat tajemnicą. Plan zamachu koncentrował się na rezydencji Hitlera Berghof. Hitler czuł się szczególnie bezpiecznie w Berghofie i robił często samotne wycieczki po okolicy. Ówcześnie Brytyjczycy nie mieli już tak silnych zastrzeżeń dotyczących zabicia dyktatora. Trasa była patrolowana, jednak Hitler nie lubił zbyt rzucającej się w oczy obecności strażników. Cel byłby w miarę odizolowany, poza zasięgiem znacznej ilości ochroniarzy i znajdowałby się w otwartym terenie. Brytyjczycy uznali, że najlepszy do przeprowadzenia zamachu był Berghof, ponieważ Hitler zatrzymywał się tam przeważnie przez kilka tygodni. Podstawą opracowania planu były wyniki nasłuchu radiowego, zeznania jeńców wojennych i przedwojenne rozpoznanie Obersalzbergu. Dostępne były również oficjalne fotografie Berghofu.
Brytyjczycy rozważali cztery opcje:
- infiltracja kuchni przy pomocy miejscowego antyfaszysty, który dolałby specjalną, bezwonną truciznę do soku jabłkowego (ulubionego soku Hitlera; śmierć nastąpiłaby po 6–7 dniach) lub dodałby bakterie wąglika[52]
- strzał do Hitlera spacerującego rano między budynkami (udającego się do herbaciarni), wykonany przez snajperów przebranych za niemieckich strzelców górskich; strzelaliby wybuchającymi pociskami. Gdyby nie trafili, zespół wspierający miał zniszczyć herbaciarnię z bazooki[52]
- zasadzka na samochód Hitlera wyjeżdżający z Berghofu; zespół z bazooką zniszczyłby go na górskiej drodze[52]
- desant powietrzny batalionu komandosów; uwaga ochrony Berghofu zostałaby odwrócona bombardowaniem lotniczym[52]

Wszystkie wersje były ryzykowne, ponieważ Hitler często zmieniał swoje plany oraz był silnie chroniony przez straż. Ostatecznie Brytyjczycy zrezygnowali z zabójstwa Hitlera, uznając, że bardziej korzystne jest utrzymanie Hitlera podejmującego w wojnie złe dla Niemiec decyzje, niż dobry niemiecki generał, jego następca. Dodatkowo Brytyjczycy uważali, że zabicie przez nich Hitlera uczyni go męczennikiem i zrodzi mit, iż gdyby żył, Niemcy uniknęłyby klęski. Ponadto Londyn nie chciał, aby opinia światowa uznała, iż Brytyjczycy muszą uciekać się do tak nikczemnych metod, ponieważ nie są w stanie pokonać Hitlera na polu walki. Hitler opuścił ostatecznie Berghof 14 lipca 1944.

## Zamach 20 lipca 1944 i później
Jeśli Himmler chciał usunąć Hitlera i zająć jego miejsce na stanowisku szefa niemieckiego rządu, potrzebował polityków, którzy byli przeciwnikami nazizmu. Ludzi prawych, którzy gwarantowaliby po zamachu stanu przestrzeganie porozumień ustalonych w rozejmie z Zachodem i budowę nowej demokracji w Niemczech. Wówczas Wehrmacht mógłby przenieść siły na wschód i zadać ostateczny cios wojskom Stalina. Do lipca 1944 Himmler zawsze brał udział w naradach u Hitlera w Obersalzbergu i Wilczym Szańcu. Nagle przestał w nich uczestniczyć, znajdując uzasadnione powody, ponieważ już wiedział o zaplanowanym zamachu. Nie podjął działań przeciwko przywódcom spisku, choć dobrze wiedział, kim są. Nadchodzące wydarzenia miały zrealizować plan Himmlera usunięcia Hitlera przez „trzecią stronę”. Himmler po jego śmierci mógł zająć jego miejsce, opanować chaos, zapobiec klęsce i zakończyć wojnę na Zachodzie, jednak nie mógł być zabójcą Hitlera.
Po lądowaniu aliantów w Normandii 6 czerwca 1944 spiskowcy wiedzieli, że Niemcy zapłacą za wyrządzone krzywdy. Mieli nadzieję, że zabicie Hitlera pozwoli na rozpoczęcie negocjacji z aliantami. Zaplanowali przeprowadzenie puczu wojskowego, obalenie zbrodniczego reżimu nazistowskiego, przejęcie władzy w Niemczech i zainstalowanie nowego rządu.
Płk Claus Schenk von Stauffenberg regularnie uczestniczył w spotkaniach z Hitlerem. Został mianowany nowym szefem sztabu Armii Rezerwowej, której zadaniem było szkolenie rekrutów dla jednostek frontowych. Doskonale wiedział, jak zła była sytuacja Niemiec i że nie powinny dłużej prowadzić wojny. Jego kalectwo (został ciężko ranny na służbie) stawiało go poza podejrzeniami. Z powodu okaleczonych rąk nie mógłby sprawnie strzelać, a poza tym jego współtowarzysze uznali, że jest zbyt ważny dla całego przedsięwzięcia, by narażać jego życie. Zdecydował się zdetonować bombę 11 lipca 1944 w Berghofie, ale ostatecznie nie uruchomił zapalnika, ponieważ przy Hitlerze nie było innych hitlerowskich dygnitarzy, których również chciał zabić. 13 lipca 1944 ponownie miał możliwość wykonania zamachu, jednak znowu przy Hitlerze nie było Göringa i Himmlera, a zabicie ich ułatwiłoby przejęcie władzy w Berlinie oraz przełamanie oporu oddziałów, które pozostałyby wierne Hitlerowi. 15 lipca 1944 w Wilczym Szańcu (Wolfsschanze) pod Kętrzynem znowu nie był obecny Himmler i znowu kolejna próba nie doszła do skutku. Po trzech próbach w końcu postanowił, bez względu na sytuację, dokonać zamachu przy następnej okazji.

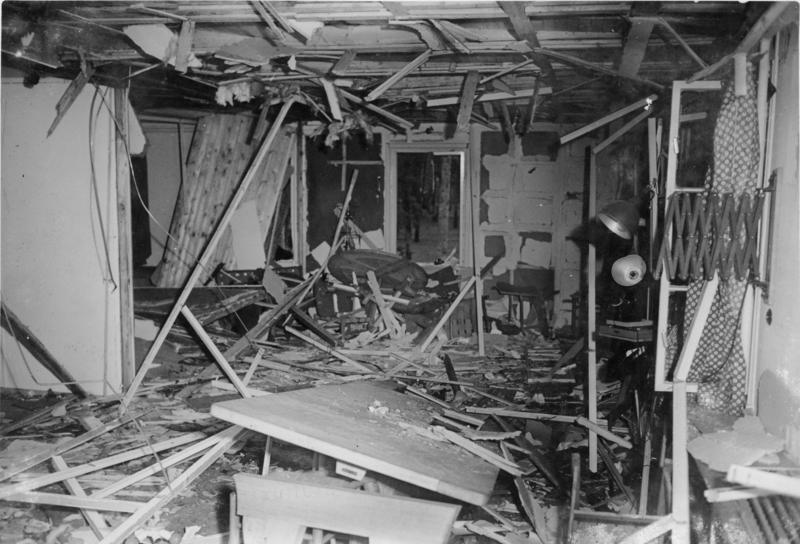
Sala konferencyjna w Wilczym Szańcu, zniszczona na skutek wybuchu 20 lipca 1944

20 lipca 1944 do Kwatery Głównej Wehrmachtu w Wilczym Szańcu (kwatera została wybudowana, aby Hitler mógł z niej dowodzić wojskami podbijającymi ZSRR) płk Claus von Stauffenberg przemycił dwie kilogramowe paczki plastiku. Zdążył jednak uzbroić tylko jeden ładunek z około trzydziestominutowym zapalnikiem, który umieścił w teczce i dokonał zamachu na Hitlera, w trakcie narady w baraku pozostawiając obok niego teczkę. Eksplozja nie przyniosła spodziewanych rezultatów – zginęły cztery osoby, ale Hitler został tylko lekko ranny, a jego wykonawca, ze swymi współtowarzyszami, zapłacili za to życiem. Po wybuchu Himmler twierdził, że ładunek został wmurowany w podłogę przez osobę wznoszącą zabudowania. Von Stauffenberg został zdemaskowany, ponieważ w pośpiechu opuszczał Wilczy Szaniec. Z powodu sprzecznych informacji co do śmierci Hitlera, przejmowanie władzy przebiegało z kłopotami. O 21:00 już stało się pewne, że Hitler żyje, gdyż wygłosił przemówienie przez radio. Krótko po wybuchu Hitler oświadczył: „Nigdy wcześniej nie czułem z taką mocą, że Opatrzność czuwa nade mną. Cud sprzed kilku godzin przekonał mnie, że pisane mi są jeszcze większe czyny i że poprowadzę naród niemiecki do najwspanialszego zwycięstwa w jego historii”.
Zamach nie powiódł się, gdyż von Stauffenberg nie użył obu ładunków, a teczka z ładunkiem została przesunięta za nogę grubego, dębowego stołu i odsunięta od Hitlera. Dodatkowo narada została przeniesiona z żelbetowego schronu do mniejszego budynku z oknami, który pozwolił na rozproszenie się fali wybuchu. Reżim hitlerowski zamordował w odwecie 5000 osób. Również Himmler przegrał to starcie o władzę i pozostało mu jedynie pozacieranie śladów, które wskazywałyby, że nie przeciwdziałał zamachowi. Ludzie Himmlera, którzy już wcześniej znali zamachowców, błyskawicznie i precyzyjnie ich osaczyli. Tresckow popełnił samobójstwo (rozrywając się granatem), Schlabrendorff, von dem Bussche, Gersdorff i Breitenbuch przeżyli wojnę.
Hitler zawsze był podejrzliwy, ale po tym zamachu stał się obsesyjnie nieufny. Nie wierzył już nikomu, a dowódców Wehrmachtu obwiniał za wszystko, co szło nie po jego myśli. Gdy w połowie grudnia 1944 wezwał na naradę do swojej kwatery głównej dowódców frontu zachodniego; najpierw musieli zdać broń osobistą i teczki. Następnie byli obwożeni po okolicy, by stracić orientację w terenie. Gdy w końcu usiedli przy stole z Hitlerem, za każdym z krzeseł stał uzbrojony strażnik. Generał, jeden z uczestników tego spotkania, powiedział później: „Nikt z nas nie ważył się nawet wyciągnąć chusteczki do nosa”.
Pod koniec wojny (19 marca 1945) Hitler wydał rozkaz niszczenia infrastruktury w Niemczech, rozkaz Nerona. Postanowił zrównać Niemcy z ziemią, aby nic nie dostało się w ręce wroga (taktyka spalonej ziemi). Minister uzbrojenia i amunicji Albert Speer nie zgadzał się z tą decyzją i zwrócił się przeciwko Hitlerowi. Wiosną 1945 zawiązał spisek na życie Hitlera. Speer chciał wpuścić do schronu Hitlera w Berlinie szybem wentylacyjnym zabójczy gaz, jednak ostatecznie pozostał wierny Hitlerowi.